# Wilhelm-Heinse-Medaille
Die Wilhelm-Heinse-Medaille war ein deutscher Literaturpreis, der von 1978 bis 2001 jährlich vergeben wurde.
Die Medaille wurde von der  Akademie der Wissenschaften und der Literatur in Mainz „für essayistische Literatur im weitesten Sinne“ verliehen. Die Medaille, in der Form einer römischen Münze, ist die letzte plastische Arbeit des Münchner Bildhauers Toni Stadler. Von der Akademie werden jährlich weitere Preise für Wissenschaft und Literatur verliehen, darunter der Joseph-Breitbach-Preis und die Leibniz-Medaille.
Der Name des Preises geht zurück auf den deutschen Schriftsteller und Gelehrten Wilhelm Heinse.

## Preisträger
- 1978 Michael Hamburger (London)
- 1979 Susan Sontag (New York und Paris)
- 1980 Giorgio Manganelli (Rom)
- 1981 Dolf Sternberger (Darmstadt)
- 1982 Octavio Paz (Mexiko)
- 1983 Marcel Reich-Ranicki (Frankfurt am Main)
- 1984 Hans Heinz Stuckenschmidt (Berlin)
- 1985 Hans Schwab-Felisch (Meerbusch)
- 1986 Werner Haftmann (Waakirchen)
- 1987 Werner Kraft (Jerusalem)
- 1988 Carola Stern (Köln)
- 1989 György Konrád (Budapest)
- 1990 Eduard Beaucamp (Frankfurt am Main)
- 1991 Albrecht Fabri (Köln)
- 1992 Philippe Jaccottet (Grignan)
- 1994 Karl Heinz Bohrer (Bielefeld)
- 1996 Rüdiger Safranski (Berlin)
- 1997 Martin Walser (Nußdorf)
- 1999 Günter Metken (Paris)
- 2000 kein Preisträger
- 2001 Dieter Hoffmann (Markt Geiselwind/Ebersbrunn)